# Emily Darlington
Pour les articles homonymes, voir Darlington.
Emily Darlington, née à Londres, est une personnalité politique britannique.

## Biographie
Emily Darlington naît à l'hôpital St Thomas' Hospital de Londres, en Angleterre. Elle émigre au Canada avec son père lorsqu'elle est jeune, passant ses étés dans le sud du Pays de Galles. Elle retourne vivre au Royaume-Uni vers 2000.
Elle cofonde le cabinet de conseil en communication stratégique Aequitas, dont elle se retire en 2013, et a travaillé auparavant dans le domaine du développement international.
En 2024, elle est élue députée.